# Лорікет малий
Лоріке́т малий (Charminetta wilhelminae) — вид папугоподібних птахів родини Psittaculidae. Ендемік Нової Гвінеї. Це єдиний представник монотипового роду Малий лорікет (Charminetta).

## Таксономія
Традиційно малого лорікета відносили до роду Червоно-зелений лорікет (Charmosyna), однак за результатами молекулярно-генетичного дослідження, опублікованими у 2020 році вид був переведений до відновленого роду Charminetta.

## Опис
Довжина малого лорікета становить 13 см (враховючи хвіст), а вага — 20 г. Забарвлення птаха переважно зелене. У самців темно-пурпурове надхвістя, на грудях жовті смужки, на нижній стороні крила червона смуга. Його хвіст зелений з жовтим кінцем, а дзьоб і лапи оранжеві. У самиці червоні смуги на крилах відсутні, а надхвістя зелене. Молоді птахи зовні схожі на дорослих, однак жовті смужки на грудях у них відсутні, а дзьоб і лапи карі.

## Поширення і екологія
Малі лорікети живуть у вологих гірських тропічних лісах Центрального хребта. Зустрічаються на висоті від 1000 до 2200 м над рівнем моря.